# Undervelier
Undervelier is een plaats en voormalige gemeente in het Zwitserse kanton Jura, en maakt deel uit van het district Delémont.
Undervelier telt 306 inwoners.

## Geschiedenis
In 2013 is de gemeente gefuseerd naar de nieuwe fusiegemeente Haute-Sorne.
Bassecourt · Courfaivre · Glovelier · Soulce · Undervelier